# Мелодії Тернового поля
«Мелодії Тернового поля» — збірки творів композиторів Тернопільщини. Містять раніше не опубліковані твори на громадянські, духовні, ліричні та патріотичні теми.
Перша збірка видана 1995 у м. Тернополі під егідою Центру народної творчості. Відповідальний за випуск Василь Татарин, Михайло Франків; упорядник: Іван Виспінський, І. Горбатюк, М. Запотічний, О. Лещишин, О. Пилипенко. Передмова — Бориса Демківа.
Друга опублікована 1999 під егідою обласної організації української Асоціації творчої інтелігенції «Світ культури». Відповідальний за випуск і упорядник — В. Татарин.
До збірок увійшли пісні композиторів Олександра Бурміцького, Івана Виспінського, Олега Германа, Анатолія Горчинського, Юрія Кіцили, Василя Подуфалого та інших на слова Бориса Демківа, Василя Дерія, Володимира Вихруща, Антона Гриба, Людмили Кірик-Радомської, Георгія Петрука-Попика, Івана Потія, Василя Ярмуша та інших.